# Little River (Gilbert River)
Der Little River ist ein Fluss im Norden des australischen Bundesstaates Queensland.

## Geographie

### Flusslauf
Der Fluss entspringt an den Nordhängen der Gregory Range. Von dort fließt er nach Norden und unterquert den Savannah Way (auch: Gulf Developmental Road). Etwa 20 Kilometer nordöstlich der Kleinstadt Gilbert River mündet er in den Gilbert River.

### Nebenflüsse mit Mündungshöhen
Der Fluss hat folgende Nebenflüsse:
- Dinner Camp Creek – 233 m
- Three X Creek – 187 m
- Surveyor Creek – 183 m
- Stony Creek – 179 m
- Maitland Creek – 170 m
- Spring Creek – 167 m
- Venture Creek – 153 m
- Poleycow Creek – 150 m

### Durchflossene Seen
Er durchfließt die folgenden Seen und Wasserlöcher:
- McFarlanes Waterhole – 193 m
- Wallys Waterhole – 183 m
- Five Mile Waterhole – 179 m
- Barramundi Waterhole – 177 m